# Ian Lister
Ian Thomas Lister (Kirkcaldy, 5 september, 1946 – 8 februari, 2013) was een Schots voetballer die als middenvelder speelde. 
Lister speelde voor Smeaton Boy's Club, Aberdeen, Raith Rovers, Dunfermline Athletic, St. Mirren, Berwick Rangers en Caledonian.
Lister maakte in 1968 het tweede doelpunt voor Dunfermline in de Schotse bekerfinale tegen Heart of Midlothian.